# Пукет (горы)
Пуке́т (тайск. ทิวเขาภูเก็ต, Thio Khao Phuket, tʰiw kʰǎw pʰuː.kèt) — горный хребет на полуострове Малакка, в Таиланде.
Протяжённость хребта составляет около 250 км. Максимальная отметка — 1465 м. Горы сложены гранитами, гнейсами, кристаллическими сланцами и известняками. Хребет глубоко расчленён и в некоторых местах распадается на отдельные массивы. На склонах произрастают вечнозелёные тропические леса.